# Laeviomyces pertusariicola
Laeviomyces pertusariicola är en lavart som först beskrevs av William Nylander och som fick sitt nu gällande namn av David Leslie Hawksworth 1981. 
Laeviomyces pertusariicola ingår i släktet Laeviomyces, divisionen sporsäcksvampar och riket svampar.   Inga underarter finns listade i Catalogue of Life.
I den svenska databasen Dyntaxa används istället namnet Lichenodiplis pertusariicola för samma taxon.  Arten är reproducerande i Sverige.